# Tomás Gutiérrez
Tomás Gutiérrez (Arequipa, ? — Lima; 22 de Julho de 1872) foi um político e Presidente do Peru de 22 de Julho de 1872 a 26 de Julho de 1872, após dirigir um golpe de Estado contra o presidente José Balta. Foi morto por um grupo de pessoas enfurecidas no centro de Lima.